# متزگر (اورگن)
متزگر (به انگلیسی: Metzger) یک منطقهٔ مسکونی در ایالات متحده آمریکا است که در شهرستان واشینگتن، اورگن واقع شده‌است. متزگر ۱٫۹ کیلومتر مربع مساحت و ۳٬۷۶۵ نفر جمعیت دارد و ۷۰ متر بالاتر از سطح دریا واقع شده‌است.